# Hammer to Fall
Hammer to Fall è un singolo del gruppo musicale britannico Queen, pubblicato il 10 settembre 1984 come quarto estratto dall'undicesimo album in studio The Works.

## Descrizione
Il brano è stato scritto da Brian May e ha come tematica la presa di coscienza dell'esistenza della morte e della caducità della vita. Questa canzone fa riferimento alla Guerra Fredda e alla paura della guerra nucleare. Il testo parla del destino inevitabile ("waiting for the hammer to fall") e richiama il clima di tensione tra USA e URSS negli anni ’80.
| La versione 12" del singolo contiene una versione estesa del brano denominata ''The Headbangers Mix''; ciò che la caratterizza e la differenzia dalla versione album è l'introduzione del brano, molto più lunga ed alternativa, e un assolo di chitarra di May aggiunto poco dopo l'ultimo ritornello. |

Hammer to Fall si adattava molto alle esibizioni dal vivo, infatti è stato incluso anche nella lista dei brani che la band suonò nel Live Aid nel 1985. Il brano venne suonato durante il Freddie Mercury Tribute Concert, e alla voce venne chiamato Gary Cherone degli Extreme. Nelle tournée svolte dai Queen + Paul Rodgers tra il 2005 e il 2006 il brano fu diviso in due parti, la cui prima è una versione proposta in un ritmo più lento.
Questa canzone è l'unica dell'album a fare parte della colonna sonora del film Highlander - L'ultimo immortale; in seguito è stata inserita in Greatest Hits II e in Queen Rocks.

## Video musicale
Il videoclip, diretto da David Mallet, rappresenta una normale esibizione dal vivo fatta a Bruxelles durante la tappa europea del The Works Tour.

## Tracce
Testi e musiche di Brian May.
7"
- Lato A

1. Hammer to Fall – 3:37

- Lato B

1. Tear It Up – 3:26

12"
- Lato A

1. Hammer to Fall (The Headbangers Mix) – 5:16

- Lato B

1. Tear It Up – 3:26

## Formazione
Gruppo
- Freddie Mercury – voce, cori
- Brian May – chitarra, cori
- Roger Taylor – batteria, cori
- John Deacon – basso

Altri musicisti
- Fred Mandel – tastiera

## Classifiche
| Classifica (1984)             | Posizione massima |
| ----------------------------- | ----------------- |
| Irlanda                       | 10                |
| Regno Unito                   | 13                |
| Classifica (1992)             | Posizione massima |
| Stati Uniti (mainstream rock) | 35                |